# Kozeta

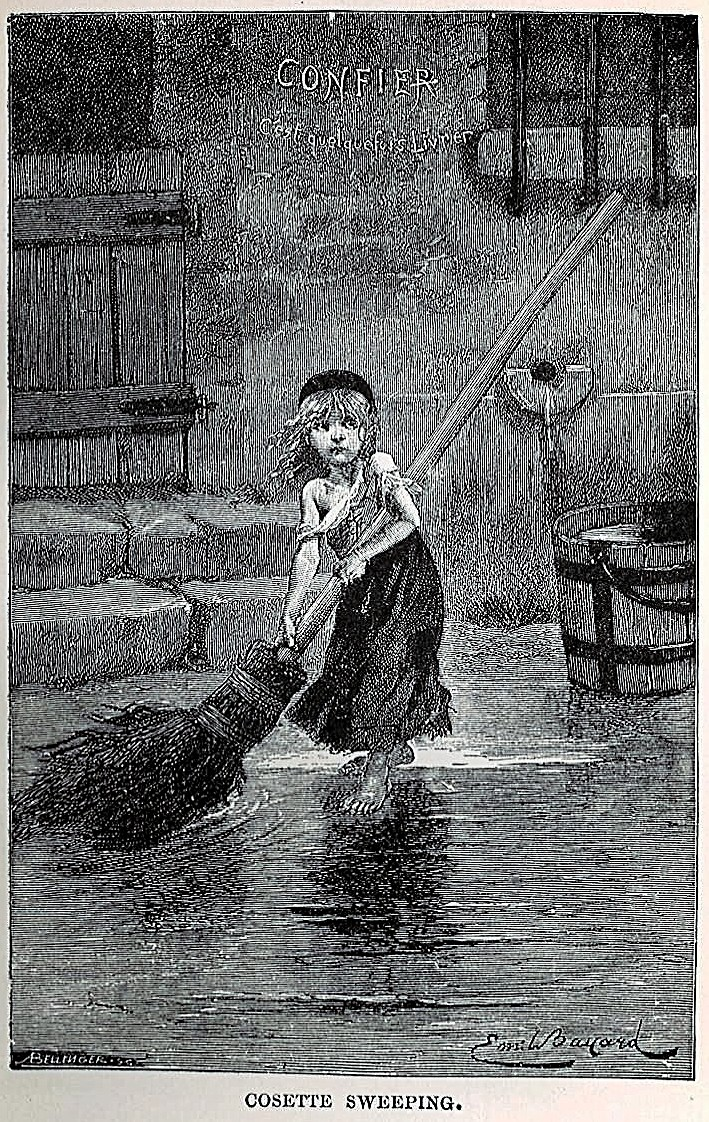
Mała Kozeta na ilustracji z pierwszego wydania Nędzników

Kozeta (w oryginale francuskim Cosette) – jedna z fikcyjnych bohaterek powieści Nędznicy Wiktora Hugo. 

## W powieści

### Trudne dzieciństwo
Jej prawdziwe imię brzmiało Eufrazja, Kozeta to zdrobnienie utworzone przez jej matkę, Fantynę. Urodziła się około 1815 roku jako nieślubne dziecko. Jej ojcem był Félix Tholomyès, który 2 lata po narodzinach Kozety porzucił Fantynę nie zostawiając po sobie śladu.
Fantyna udała się z dzieckiem w kierunku Montreuil-sur-Mer (skąd pochodziła) aby znaleźć pracę, po drodze zostawiła Kozetę w karczmie karczmarzy Thenardierów w Montfermeil płacąc za opiekę nad nią. Widziała ją wtedy po raz ostatni w życiu.
Kozeta od początku stała się popychadłem, służącą i dodatkowym źródłem utrzymania nieuczciwych karczmarzy, którzy kazali przysyłać Fantynie coraz większe kwoty. W końcu pieniądze przestały napływać (bowiem Fantyna traci pracę, zapada na zdrowiu i wkrótce umiera).

### Z przybranym ojcem
Główny bohater powieści, Jean Valjean, zobowiązał się przy łożu śmierci Fantyny zaopiekować jej córką. W wigilię roku 1822 przybył do karczmy w Montfermeil. Spotkał małą Kozetę w lesie przy źródle, do którego została późnym wieczorem wygnana, aby przynieść wody dla koni. Valjean wykupił Kozetę od karczmarzy płacąc 1500 franków i legitymując się pismem Fantyny.
Valjean był w tym momencie życia galernikiem – recydywistą, ściganym przez inspektora policji Javerta. Udał się z Kozetą do Paryża zakładając, że w dużym mieście łatwiej się ukryć. Valjean znalazł schronienie w klasztorze, podając się za brata ogrodnika, a Kozeta wstąpiła do szkoły przyklasztornej, gdzie uczyła się przez kilka następnych lat. Po zakończeniu edukacji Valjean opuścił z Kozetą klasztor i wynajął ustronnie położony dom przy rue Plumet.

### Z Mariuszem

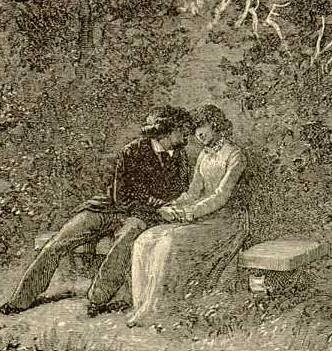
Mariusz i Cosette w Ogrodzie Luksemburskim – ilustracja z pierwszego wydania "Nędzników"

Kozeta regularnie wychodziła z przybranym ojcem na spacery do ogrodu Luksemburskiego. Tu spotkała ubogiego studenta prawa, Mariusza Pontmercy, pomiędzy młodymi rodzi się nieme, ukryte uczucie.
Mariusz uzyskał adres wybranki, przez kilka nocy śledził ją przez kraty ogrodzenia. Pewnego dnia przeszedł przez kraty, młodzi wyznają sobie nawzajem ukrywaną miłość i zaczynają się sekretnie spotykać w ogrodzie. Idyllę przerwał nieudany napad gangu Thenardierów na dom Valjeana, który błyskawicznie przeprowadził się wraz z Kozetą. Zrozpaczony Mariusz wziął udział w powstaniu broniąc jednej z barykad. Wysłał list pożegnalny do Kozety, który trafił w ręce Valjeana. Po upadku barykady, ciężko ranny i nieświadomy Mariusz zostanie wyniesiony kanałami przez Valjeana (który pojawił się również na barykadzie) i dostarczony do domu swego dziadka, Gillenormanda. 
Po wielomiesięcznej rekonwalescencji Mariusza (w której aktywnie uczestniczy Kozeta) Valjean i Gillenormand doprowadzili do ślubu młodych. Valjean przekazał wszystkie swoje oszczędności (kilkaset tysięcy franków) na posag Kozety. Gryziony wyrzutami sumienia wyjawił Mariuszowi swoje galernicze pochodzenie i wycofał się z życia młodych. Po kilku miesiącach u Mariusza pojawił się Thenardier. Ze sprzedanej przez niego informacji Mariusz dowiedział się, że nieznanym zbawcą który uratował go po powstaniu był Jean Valjean. Młodzi pobiegli do domu Valjeana, lecz odnaleźli go już na łożu śmierci.

## Adaptacje

### Filmowe
W rolę Kozety wcielały się w kolejnych adaptacjach filmowych, m.in.:
- Josseline Gaël – 1934
- Rochelle Hudson – 1935
- Debra Paget – 1952
- Béatrice Altariba – 1958
- Christiane Jean – 1982
- Claire Danes – 1998
- Virginie Ledoyen – 2000
- Amanda Seyfried – 2012
- Ellie Bamber – 2018

### Musical
W musicalu Les Misérables z roku 1985 rola Cosette (Kozety) jest przedstawiana przez 2 aktorki:
- Cosette dziecko – mezzosopran dziecięcy (dziewczynka około 11–12 lat)
- Cosette dorosła – sopran

Aktorka grająca małą Cosette występuje zwykle wymiennie z aktorką grającą małą Eponinę
Najbardziej znaczące wykonania roli dorosłej Cosette to:
- Fabienne Guyon w prapremierze paryskiej z roku 1980
- Rebecca Caine w premierze na West Endzie z roku 1985
- Judy Kuhn w premierze broadwayowskiej w roku 1987 oraz w koncercie jubileuszowym z okazji 10 lecia anglojęzycznej premiery.
- Katie Hall – na koncercie jubileuszowym z okazji 25 lecia anglojęzycznej premiery
- Paulina Janczak, Kaja Mianowana oraz Weronika Bochat w Teatrze Muzycznym „Roma” od września 2010